# كأس السوبر الألباني 1998
بطولة كأس السوبر الألباني 1998 هي النسخة السادسة من بطولة كأس السوبر الألباني ، لعب يوم 10 أكتوبر 1998 في الاستاد الوطني بتيرانا ، بين فريق فلازنيا شكودر الفائز بالدوري وفريق أبولونيا فيير الفائز بكأس ألبانيا. وقد انتهت المباراة بفوز فلازنيا شكودر بالمباراة بنتيجة 5–4 بركلات الترجيح بعد انتهاء الوقتين الأصلي والإضافي بالتعادل الإيجابي بين الفريقين بهدف لكل منهما ليحصد لقبه الأول في تاريخ البطولة.

## التفاصيل
| فلازنيا شكودر | 1–1 (ب.و.إ.) | أبولونيا فيير |
| ------------- | ------------ | ------------- |
| ميلوتي 51'    |              | بويي 45'      |

| الحكام المساعدون: إسكندير بيليكو أربين بيرجيا الحكم الرابع: | قوانين المباراة - 90 دقيقة. - 30 دقيقة من الوقت الإضافي إذا لزم الأمر. - ركلات جزاء ترجيحية إذا استمرت النتيجة متعادلة. |